# مخالفت مراجع با نظام بانکی ایران
بعد از انقلاب اسلامی در ایران، نظام اقتصادی مبتنی بر علوم غربی به جا مانده‌است. شبکه بانکی ایران  نیز با انتقاد جدی روحانیون در این باره روبرو می‌شود.

## بیانیه‌های مراجع ایرانی

### جوادی آملی
جوادی آملی به عنوان یکی از بزرگترین منتقدان سیستم بانکداری در ایران شناخته می‌شود. و بارها به موضوع ربوی بودن برخی فعالیت‌ها در بانک‌ها تحت عنوان بانکداری اسلامی اعتراض کرده‌است. سخنرانی همراه با بغض و اشک وی در کلاس درس خارج در مورد ربا بازتاب‌های گسترده‌ای داشت.
جوادی آملی در سال ۱۳۹۴ در دیدار با رئیس اتاق اصناف ایران با انتقاد از وضعیت نظام بانکی گفت: در این زمینه مکرر به مسئولان گوشزد شده‌است اما باید گفت که وقتی کسی وامی را با نرخ سود ۲۰ درصد یا ۲۵ درصد دریافت می‌کند، بدنبال این خواهد بود که از آن ۳۰ درصد سود عاید خود کند. وی پیش از این در سال ۱۳۹۱ در دیدار با رئیس مجلس شورای اسلامی گفت: در حال حاضر ۸۰ درصد مردم با ربا و سودهای کلانی که بانک‌ها دریافت می‌کنند سروکار دارند. وی در انتقادهای دیگر خود در ۱۴ دی ۱۳۹۵ گفت: بانک‌های ربوی خون مردم را می‌مکند.
وی در ۱۵ فروردین ۱۳۹۷، در بیانیه ای گفت:
«قرآن، شیطان را مستکبر معرفی کرده ولی من به خاطر ندارم محاربه به شیطان نسبت داده شود ولی فرمود بانک‌های ربوی، محارب هستند، بنابراین شما دائماً بگوئید سال اشتغال و تولید ولی تا سرمایه غیر ربوی نباشد درست نخواهد شد.»

### مکارم شیرازی
در ۱۳۹۷/۱۱/۲۰، ناصر مکارم شیرازی گفت:
«بانک‌ها با وضعیتی که ایجاد کرده‌اند، مردم را بیچاره کرده و به خاک سیاه نشانده‌اند؛ به اسم تسهیلات قرض الحسنه و به جای این که چهار درصد کارمزد برای طول دوره بازپرداخت تسهیلات دریافت کنند، هرسال ۴ درصد دریافت می‌کنند و در پایان سال پنجم بیست درصد سود از باقیمانده از مردم دریافت می‌کنند، این رباخواری آشکار است که به نام قرض الحسنه انجام می‌شود.»

### نوری همدانی
در شهریور ۱۳۹۷، حسین نوری همدانی گفت:

«بارها تأکید کرده‌ایم که اخذ دیرکرد توسط بانک‌ها حرام است ولی یا به گوش مسئولان نمی‌رسد یا می‌رسد ولی عمل نمی‌کنند.»

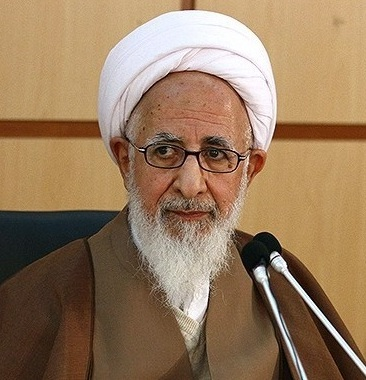
جوادی آملی
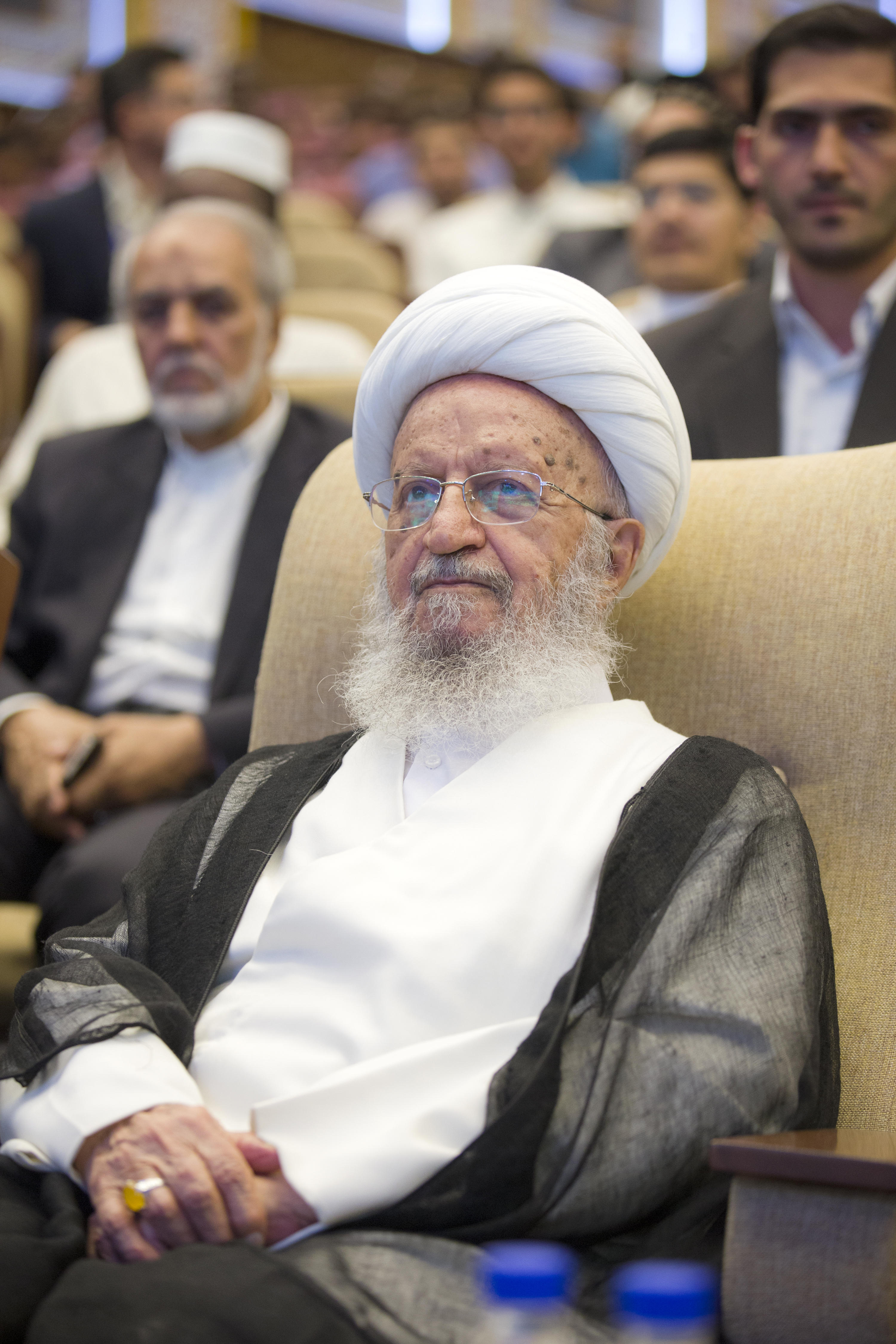
ناصر مکارم شیرازی
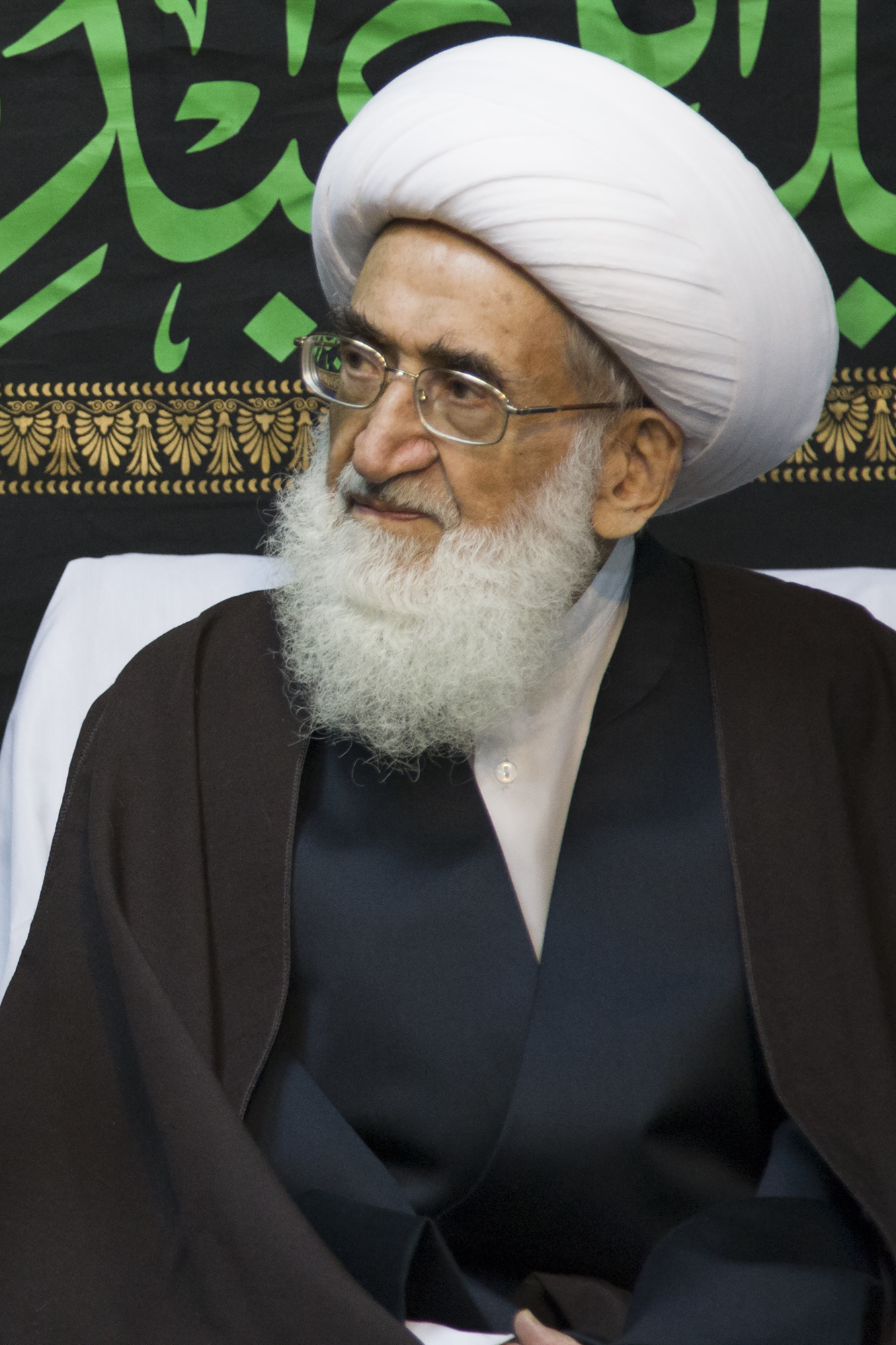
نوری همدانی
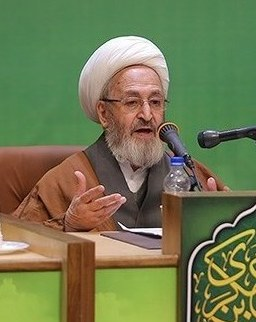
جعفر سبحانی

### جعفر سبحانی
در اسفند ۱۳۹۷، جعفر سبحانی گفت:
«مردم از بانک‌ها وام گرفته و بانک‌ها هم از آن‌ها سود می‌گیرند و کنار این سود، دیرکرد هم دریافت می‌کنند که مراجع آن را حرام می‌دانند و باید در این زمینه طبق نظر علما عمل کرد.»

### محمد علوی گرگانی
در بهمن ۱۳۹۷، علوی گرگانی گفت:
«بازار امروز کساد است و افراد نمی‌توانند دین خود را ادا کنند از این رو نباید سریع به دنبال گرفتن دیرکرد از مردم باشند؛ ما در نظام اسلامی بانک‌هایی خدمت گزار و کمک کار و عصای دست مردم می‌خواهیم. کمی این درصدها را پایین تر بیاورید و سود کمتری از مردم بگیرید تا مردم در فشار نباشند یا حداقل زمان مقطعی درست کنید؛ یعنی در زمان رواج بازار اشکالی ندارد ولی در زمان کسادی بازار از مردم کمتر سود بگیرید و به داد مردم برسید.»

### حسین مظاهری
در دی ۱۳۹۷، حسین مظاهری گفت:
«متأسفانه در زمان حاضر، رباخوردن و ربادادن، عادی شده‌است و بعضی مثل اینکه بخواهند با حیله‌های شرعی موش را آب بکشند و بخورند، ربا می‌خورند. رشوه‌خواری و رشوه‌دادن نیز چنین است. معمولاً انجام کارها و فیصله‌دادن پرونده‌ها و گشودن گره‌ها، بدون پارتی‌بازی یا بدون رشوه مشکل است.»